# Gharrous
Gharrous est une commune de la wilaya de Mascara en Algérie.

## Toponymie
Probablement du tamazight ⵖⵔⵙ  [ɣrs] , couper.